# 도가시 고이치
도가시 고이치(일본어: 冨樫 剛一, 1971년 7월 15일 ~ )는 일본의 전 축구 선수이자 현 축구 지도자로 현역 시절 베르디 가와사키, 요코하마 플뤼겔스, 콘사돌레 삿포로에서 수비수로 활동했다.

## 구단 경력
1990년 일본 사커 리그의 요미우리(베르디 가와사키)에 입단했다. 1995년 요코하마 플뤼겔스로 이적했다. 1996년부터 1997년까지 재팬 풋볼 리그의 콘사돌레 삿포로에서 뛰었다. 1997년후 현역 은퇴.

## 지도자 경력
2014년부터 2016년까지 도쿄 베르디에서 감독을 맡았다. 2022년 일본 U-20 국가대표팀의 감독으로 부임. 2023년 FIFA U-20 월드컵에 출전했다.